# Eastman (Georgia)
Eastman è una città degli Stati Uniti d'America, situata nello Stato della Georgia e in particolare nella contea di Dodge, della quale è il capoluogo.